# Brachidontes modiolus
Brachidontes modiolus is een tweekleppigensoort uit de familie Mytilidae. De wetenschappelijke naam is in 1767 door Linnaeus.